# Petroglyph Point
Petroglyph Point est un site pétroglyphique américain situé dans le comté de Modoc, en Californie. Inscrit au Registre national des lieux historiques depuis le 29 mai 1975, il est protégé au sein du Lava Beds National Monument.